# Zvonimir Bartolić
Dr. Zvonimir Bartolić (Donja Dubrava, 20. veljače 1930. – Čakovec, 10. veljače 2009.), bio je hrvatski znanstvenik, kritičar, esejist, pjesnik, prozni pisac, kolumnist i urednik. Zagovornik valorizacije hrvatske kulturne baštine, poglavito Zrinskih. Otkrio je brojna za književnost – poglavito hrvatskokajkavsku – relevantna imena. Njegove knjige, među njima i sedam knjiga sjevernohrvatskih tema, jedinstvena su serija u hrvatskim okvirima.

## Životopis
Zvonimir Bartolić rodio se je u Donjoj Dubravi, 20. veljače 1930. godine. Pučku školu polazio je i završio je u rodnom mjestu. Gimnaziju je polazio u Prelogu i Varaždinu. Kao gimnazijalac bio je uhićen i na Golom otoku proveo je 26 mjeseci. Na Filozofskom fakultetu u Zagrebu 1961. godine diplomirao je jugoslavenske književnosti i hrvatski jezik. Doktorirao je 1983. godine na zagrebačkom Filozofskom fakultetu.
Bartolić je osnivač, suosnivač i obnovitelj Matice hrvatske u Čakovcu. Bio je višegodišnji član Glavnog odbora Središnjice Matice hrvatske, član Društva hrvatskih književnika, sudionik znanstvenih skupova, suautor više monografija (Nedelišće, Prelog, Mala Subotica), suradnik brojnih časopisa, listova i enciklopedijskih izdanja, pokretač listova i časopisa, urednik Hrvatskog sjevera i urednik svih Matičinih knjiga, pisac velikog broja predgovora i pogovora. Više od tri desetljeća bio je profesor na Visokoj učiteljskoj školi (Pedagoška akademija, kasnije Odsjek Fakulteta pedagogijskih znanosti u Zagrebu) i prvi njezin dekan. Svojom djelatnošću obilježio je kulturni i znanstveni život sjeverne Hrvatske. Pisao je i na kajkavštini, prozu i poeziju.
Bio je zastupnik Županijskog doma u Hrvatskom saboru od 1993. do 1997. godine.
Umro je u Čakovcu 10. veljače 2009. godine.

## Djela
Knjige su mu izlazile ovim redom:
- Za vuglom provincija, 1978.
- Sjevernohrvatske teme, I., studije, Zrinski, Čakovec, 1980.
- Sjevernohrvatske teme, II., Tomaš Goričanec i njegov spjev Opseđenje i poboj sisečki,  Zrinski, Čakovec, 1982.
- Sjevernohrvatske teme, III., Književno djelo Jurja Habdelića, Zrinski, Čakovec, 1985.
- Hrvatski pučki pjesnik Florijan Andrašec, Zrinski, Čakovec, 1988.
- Sjevernohrvatske teme, IV., Krležiana, Zrinski, Čakovec, 1989.
- Kronika jednoga kritika, eseji i kritike, Matica hrvatska, Čakovec, 1991.
- Sjevernohrvatske teme, Insulana croatica itd., V., Zrinski-Matica hrvatska, Čakovec, 1998.
- Šimun Palatin, Horvatski Virgiliuš, Znanstveni institut gradišćanskih Hrvatov,  Eisenstadt, 2000.
- Sjevernohrvatske teme, VI., Hrvatski narodni pokret međimurskih Hrvata – Luka Purić, Naklada «Dr. Feletar», Zagreb, 2001.
- Otac i ja kosimo travu, zbirka pjesama, Grafika, Osijek, 2002. (pod pseudonimom Zvonimir Dubravski)
- Sjevernohrvatske teme, VII., Hrvatski narodni pokret međimurskih Hrvata – dr. Ivan Novak, dr. Vinko Žganec, Matica hrvatska, Čakovec, 2003.
- Ivanuš Pergošić: Decretum 1574., Matica hrvatska – Zrinski, Čakovec, 2003.
- Majka Katarina, Matica hrvatska – Zrinski, Čakovec, 2004.
- TRIPTIH ZRINIANA: Katarina Zrinski: Putni tovaruš, izvornik, knj. I.; Katarina Zrinski, transkripcija, knj. II.; Zvonimir Bartolić: Majka Katarina, Matica hrvatska, Zrinski d.d., Nacionalna i sveučilišna knjižnica, Čakovec – Zagreb, 2005.

- Na kraju snova – rijeka i šuma, zbirka pjesama, Matica hrvatska, Čakovec, 2006. (pod pseudonimom Zvonimir Dubravski).
- Vinko Žganec: Pučke popijevke Hrvata iz okolice Velike Kaniže, reprint izdanje, Matica hrvatska, Čakovec, 2006.
- Sjevernohrvatske teme, VIII., Pučko pjesništvo pomurskih Hrvata, Matica hrvatska, Čakovec, 2006.
- TRIPTIH ZRINIANA: Katarina Zrinski: Putni tovaruš, izvornik, knj. I.; Katarina Zrinski, transkripcija, knj. II.; Zvonimir Bartolić: Majka Katarina, Matica hrvatska, Zrinski d.d., Nacionalna i sveučilišna knjižnica, Čakovec – Zagreb, 2006. Druga naklada.
- Sibila, knjiga gatalica Zrinskoga dvora u Čakovcu, Matica hrvatska, Čakovec, 2007.
- Kaudinski jaram, pripovijesti i putopisi, Matica hrvatska, Čakovec, 2007. (pod pseudonimom Zvonimir Dubravski).
- Dr. Vinko Žganec 1890. – 1976., trideseta obljetnica smrti, Vratišinec, 2006.

Suautor je ovih knjiga (monografija):
- Nedelišće, Nedelišće, 1993. Ostali autori: dr. Josip Buturac, dr. Dragutin Feletar, vlč. Pavao Markač i dr.
- Prelog (monografija), Prelog, 1995. Ostali autori: dr. Đurđica Cvitanović, dr. Dragutin Feletar, Ivan Haramija, Vladimir Kalšan, Ljubomir Kolarek, dr. Juraj Kolarić.
- Mala Subotica (monografija), Mala Subotica, 1997. Uredio Vladimir Mihaljević.
- Donja Dubrava (monografija), Donja Dubrava, 2007. Ostali autori: dr. Dragutin Feletar, Petar Feletar, dr. Vladimir Horvat, Ladislav Kranjec.
- Uredio 2 Zbornika Pedagoške akademije Čakovec, 17 tečaja Hrvatskoga kajkavskoga kolendara, 16 brojeva Hrvatskoga sjevera i 2 Spomenice čakovečke Matice hrvatgske. U tim publikacijama dr. Bartolić nije samo urednik nego i – otkrivajući brojne hrvatske nepoznate zabranjivane ili zabranjene teme – nadasve plodan suradnik. Osim toga napisavši veći broj pogovora i predgovora, uz neznan broj lektura uredio je i 46 knjiga Matice hrvatske Čakovec.

Godine 1993. napisao je proslov za poetski, prozni i likovni itinerarij Krista Božice Jelušić i Ivana Lackovića Croate pod imenom Jezuši, simbola utjehe onih koji u ratu trpe. Zastupljen je u Skokovoj antologiji kajkavske proze Ruožnik rieči. 

## Nagrade i odličja
- Dr. Zvonimir Bartolić dobitnik je Nagrade Zrinski i Matičine Nagrade Ivan Kukuljević Sakcinski – dva puta, za Decretum Ivanuša Pergošića 2003. i za Triptih Zriniana 2005. godine – kao i Nagrade HAZU za najviša znanstvena i umjetnička dostignuća u RH za 2005. godinu, za područje književnosti.
- Odlikovan je Redom Danice hrvatske s likom Antuna Radića (1995.).[6]

## Spomen
- Od 2019. godine nagrada za najbolje učeničke radove nosi njegovo ime, Nagrada Zvonimir Bartolić.[7]